# Monywa
Monywa (birmanisch မုံရွာမြို့) ist die größte Stadt in der Sagaing-Region und 136 km nordwestlich von Mandalay am Ostufer des Flusses Chindwin gelegen. Monywa gehört zu den wichtigsten Wirtschaftsstandorten des Landes. Bei der Volkszählung 2014 lag die städtische Einwohnerzahl von Monywa bei 207.489.

## Transport
Monywa wird von der Eisenbahnstrecke Mandalay-Budalin bedient, ist aber am besten mit dem Bus zu erreichen, da die Straße von Mandalay aus in einem recht guten Zustand ist. Monywa ist über die Straße mit Budalin, Dabayin, Ye-U und Kin-U verbunden und über die Schiene mit Sagaing und der Strecke Mandalay – Myitkyina. Der Flussverkehr auf dem Chindwin war schon immer wichtig, da er während der Monsunzeit über 640 km nach Hkamti und die meiste Zeit des Jahres nach Homalin schiffbar ist.

## Wirtschaft
Monywa ist ein wichtiges Zentrum für Handel und Gewerbe und für landwirtschaftliche Produkte aus dem umliegenden Chindwin-Tal, insbesondere Bohnen, Orangen, Hülsenfrüchte und Jaggery (Palmzucker). Außerdem umfasst die lokale Industrie Anlagen zur Herstellung von Baumwolle, Mehl, Nudeln und Speiseölen. Die rauen Baumwolldecken aus Monywa sind in ganz Myanmar bekannt. Andere regionale Produkte sind Bambus- und Schilfprodukte, Ochsenkarren und landwirtschaftliche Geräte.

## Sehenswürdigkeiten
Die Haupttouristenattraktion in Monywa ist die Thanboddhay-Pagode, ein buddhistischer Tempel mit einem riesigen Stupa, der dem indonesischen Borobudur ähnelt. Sie stammt aus dem Jahr 1303, obwohl sie 1939 rekonstruiert wurde. Es wird gesagt, dass sie über 500.000 Bilder von Buddha enthält. Ganz in der Nähe befindet sich die Buddha-Statue Laykyun Setkyar, die mit 115,82 Metern die dritthöchste Statue der Welt ist (bei einer Gesamthöhe von 129,23 Metern, einschließlich Sockel). Sie ist der Mittelpunkt einer weitläufigen Anlage mit Buddha-Statuen, Bodhi-Bäumen und Pagoden, die in den 1960er Jahren vom Maha Bodhi Ta Htaung Sayadaw errichtet wurde. Es beinhaltet auch eine 95 Meter lange liegende Buddha-Statue.
Eine weitere Attraktion ist der Phowintaung-Höhlenkomplex auf der anderen Seite des Chindwin-Flusses, etwa 25 Kilometer (16 Meilen) westlich von Monywa.

## Bildung
In der Stadt befinden sich mehrere Universitäten und Hochschulen:
- Monywa University
- Monywa Education College
- Monywa University of Economics
- Technological University, Monywa
- Computer University, Monywa